# Multiplicatorul Lagrange
În probleme de optimizare, multiplicatorii Lagrange, denumiți astfel după Joseph Louis Lagrange, sunt o metodă de lucru cu restricții. Se caută punctele de extrem ale unei funcții cu mai multe variabile și una sau mai multe restricții. Această metodă reduce o problemă cu n variabile și k restricții la o problemă rezolvabilă în n + k variabile, fără restricții. Această metodă introduce o nouă variabilă scalară, necunoscută, multiplicatorul Lagrange, pentru fiecare restricție și formează o combinație liniară cu multiplicatorii drept coeficienți.

## Introducere
Considerăm cazul bidimensional. Presupunem că avem o funcție, f(x,y), pe care trebuie să o maximizăm cu condiția ca 
{\displaystyle g\left(x,y\right)=c,}
unde c este o constantă. Conturul lui f este dat de 
{\displaystyle f\left(x,y\right)=d_{n}}
pentru diferite valori ale lui {\displaystyle d_{n}}, iar conturul lui {\displaystyle g} este dat de {\displaystyle g(x,y)=c}. Presupunem că ne mișcăm de-a lungul conturului {\displaystyle g=c}. Din moment ce, în general, contururile lui {\displaystyle f} și {\displaystyle g} vor fi distincte, traversând {\displaystyle g=c} conturul va intersecta și va traversa mai multe contururi ale lui {\displaystyle f}. În general, mișcându-ne de-a lungul liniei {\displaystyle g=c} putem crește sau descrește valoarea lui {\displaystyle f}. Doar dacă {\displaystyle g=c}, iar conturul pe care-l urmărim, atinge tangențial, dar nu traversează un contur al lui {\displaystyle f}, nu creștem sau descreștem valoarea lui {\displaystyle f}. Acest lucru apare la restricțiile punctelor de extrem locale și la restricțiile punctelor de inflexiune ale lui {\displaystyle f}.
Un exemplu familiar poate fi obținut din hărțile meteorologice care au contururi pentru temperatură și presiune: restricțiile punctelor de extrem vor apărea acolo unde prin suprapunerea hărților apar linii care se ating, izoplete. 
Geometric, condiția de tangență se traduce prin afirmația că unghiurile lui {\displaystyle f} și ale lui {\displaystyle g} sunt vectori paraleli în punctul de maxim. Introducând un scalar necunoscut, λ, obținem
{\displaystyle \nabla {\Big [}f\left(x,y\right)+\lambda \left(g\left(x,y\right)-c\right){\Big ]}=0}
for λ ≠ 0. 
Odată ce valorile lui λ sunt determinate, ne întoarcem la numărul original de variabile și astfel putem continua pentru a găsi punctele de extrem ale noii funcții fără restricții
{\displaystyle F\left(x,y\right)} = {\displaystyle f\left(x,y\right)+\lambda \left(g\left(x,y\right)-c\right)}
într-un mod tradițional. Astfel, {\displaystyle F(x,y)=f(x,y)} pentru toți {\displaystyle (x,y)} satisfac condiția, deoarece {\displaystyle g(x,y)-c} este egal cu zero în restricție, însă punctele de extrem ale lui {\displaystyle F(x,y)} se află toate în {\displaystyle g(x,y)=c}.

## Metoda multiplicatorilor Lagrange
Fie f (x) o funcție definită ca {x ∈ Rn}.
Definim k restricțiile gk (x) = 0, și vedem dacă restricțiile sunt într-adevăr satisfăcute: 
{\displaystyle h(\mathbf {x} ,\mathbf {\lambda } )=f+\sum _{k}\lambda _{k}g_{k}}
Căutăm punctul de extrem al lui h:
{\displaystyle {\frac {\partial h}{\partial x_{i}}}=0,}
care este echivalent cu:
{\displaystyle {\frac {\partial f}{\partial x_{i}}}=-\sum _{k}\lambda _{k}{\frac {\partial g_{k}}{\partial x_{i}}}}.
Determinăm multiplicatorii necunoscuți λk din restricțiile noastre și obținem astfel un punct de extrem pentru h întărind restricțiile ( gk=0), ceea ce înseamnă că f a fost extremizat.
Metoda multiplicatorilor Lagrange a fost generalizată prin teorema Kuhn-Tucker.

## Exemple
Presupunem că vrem să aflăm distribuția probabilistică discretă, cu entropie informațională maximă. Atunci:
{\displaystyle f(p_{1},p_{2},\cdots ,p_{n})=-\sum _{k=1}^{n}p_{k}\log _{2}p_{k}}.
Desigur, suma acestor probabilități este egală cu 1, deci restricția noastră este:
{\displaystyle g(p_{1},p_{2},\cdots ,p_{n})=\sum _{k=1}^{n}p_{k}-1}.
Putem folosi multiplicatorii Lagrange pentru a găsi punctul entropiei maxime (depinzând de probabilități). Pentru toți i de la 1 la n, se cere ca:
{\displaystyle {\frac {\partial }{\partial p_{i}}}(f+\lambda g)=0},
și obținem:
{\displaystyle {\frac {\partial }{\partial p_{i}}}\left(-\sum _{k=1}^{n}p_{k}\log _{2}p_{k}+\lambda (\sum _{k=1}^{n}p_{k}-1)\right)=0.}
Făcând diferențierea acestor ecuații n, obținem:
{\displaystyle -\left({\frac {1}{\ln 2}}+\log _{2}p_{i}\right)+\lambda =0}.
Asta arată că toți pi sunt egali (deoarece ei depind doar de λ ).
Folosind restricția ∑k pk = 1, găsim
{\displaystyle p_{i}={\frac {1}{n}}}.
Din aceasta rezultă că distribuția uniformă are cea mai mare entropie. 
Pentru un alt exemplu, vezi derivarea funcției de partiție.